# جورج ويلكي غراي
جورج ويلكي غراي هو سياسي أسترالي، ولد في 3 أغسطس 1844 في سيدني في أستراليا، وتوفي في 22 سبتمبر 1924 في بريزبان في أستراليا.